# فنادق إن أتش
مجموعة فنادق إن إتش (بالإنجليزية: NH Hotel Group)‏ هي سلسلة فنادق وضيافة عالمية تأسست في عام 1978 ومقرها في مدريد، إسبانيا. تدير المجموعة أكثر من 350 فندقًا في 35 دولة حول العالم. ومنذ عام 2018 تملك فنادق ماينور التايلاندية حصة أغلبية في ملكية الفنادق.

## نبذة تاريخية
أسسها أنطونيو كاتالان في عام 1978، وقد سميت على اسم منطقة نافارا الإسبانية. وشهدت الفنادق نموًا هائلاً على مر السنين بفضل سلسلة من الاستحواذات الاستراتيجية. مثل فنادق جولي في إيطاليا، وكراسنابولسكي في هولندا، وفنادق أسترون في ألمانيا. ساهم في توسع فنادق المجموعة وتعزيز مكانتها كواحدة من سلاسل الفنادق في أوروبا.
تعمل المجموعة وتتركز بشكل أساسي في أوروبا وأمريكا اللاتينية. تحت عدد من العلامات التجارية، حيث تقدم الشركة تحت العلامة التجارية إن إتش إقامة فاخرة ومريحة في المواقع الاستراتيجية في المدن الكبرى. وتقدم فنادق فاخرة للغاية تتميز بتصميمها الفريد وتجربة الضيافة المميزة تحت العلامة إن إتش كولكشن. وتأتي العلامة لفنادق إن هاو بفنادق عصرية ومبتكرة موجهة للشباب والسياحة التجارية.
انتقل جزء من ملكية الشركة منذ عام 2018 وهي الآن جزءًا من مجموعة فنادق ماينور الدولية والتي مقرها في بانكوك، تايلاند. مدرجة في بورصة مدريد، حيث تعتبر أسهمها جزءًا من مؤشر بورصة مدريد العام (IBEX 35)

## روابط خارجية
- الموقع الرسمي